# Czerwiszcze Stare
Czerwiszcze Stare (ukr. Старі Червища, Stari Czerwyszcza) – wieś na Ukrainie, w obwodzie wołyńskim, w rejonie koszyrskim. W 2001 roku liczyła 409 mieszkańców.

## Historia
Pod koniec XIX wieku wieś należała do gminy Uhrynicze w powiecie pińskim.